# Raffaello Martinelli
Raffaello Martinelli (ur. 21 czerwca 1948 w Villa d’Almè) – włoski duchowny katolicki, biskup Frascati w latach 2009-2023.

## Życiorys
Święcenia kapłańskie otrzymał 8 kwietnia 1972 i został inkardynowany do diecezji Bergamo. Przez kilka lat pracował jako duszpasterz parafialny. W latach 1980–2009 był pracownikiem Kongregacji Nauki Wiary, gdzie odpowiadał m.in. za sprawy dyspens kapłańskich, a także za przygotowanie Katechizmu Kościoła Katolickiego oraz Kompendium Katechizmu Kościoła Katolickiego.
2 lipca 2009 papież Benedykt XVI mianował go biskupem ordynariuszem diecezji Frascati. Sakry biskupiej udzielił mu 12 września 2009 sam papież. 13 września 2009 kanonicznie objął urząd.
12 września 2023 papież Franciszek przyjął jego rezygnację z funkcji biskupa diecezjalnego.